# Stamboom Louise van Pruisen (1808-1870)
Dit is de stamboom van Louise van Pruisen (1808-1870).
| Stamboom Louise van Pruisen (1808-1870)                                      | Stamboom Louise van Pruisen (1808-1870) | Stamboom Louise van Pruisen (1808-1870)                                                        | Stamboom Louise van Pruisen (1808-1870)                                                        | Stamboom Louise van Pruisen (1808-1870)                                                        | Stamboom Louise van Pruisen (1808-1870)                                                        | Stamboom Louise van Pruisen (1808-1870)                                                                    | Stamboom Louise van Pruisen (1808-1870)                                                                    | Stamboom Louise van Pruisen (1808-1870)                                                                    | Stamboom Louise van Pruisen (1808-1870)                                                                    | Stamboom Louise van Pruisen (1808-1870)                                                                    |
| ---------------------------------------------------------------------------- | --- | ---------------------------------------------------------------------------------------------- | ---------------------------------------------------------------------------------------------- | ---------------------------------------------------------------------------------------------- | ---------------------------------------------------------------------------------------------- | --- | --- | --- | --- | --- |
| Grootouders                                                                  | Frederik Willem II van Pruisen (1744-1797) x Frederika van Hessen-Darmstadt (1751-1805) | Frederik Willem II van Pruisen (1744-1797) x Frederika van Hessen-Darmstadt (1751-1805)        | Frederik Willem II van Pruisen (1744-1797) x Frederika van Hessen-Darmstadt (1751-1805)        | Frederik Willem II van Pruisen (1744-1797) x Frederika van Hessen-Darmstadt (1751-1805)        | Frederik Willem II van Pruisen (1744-1797) x Frederika van Hessen-Darmstadt (1751-1805)        | Karel II van Mecklenburg-Strelitz (1741-1816) x Frederika Caroline Louise van Hessen-Darmstadt (1752-1782) | Karel II van Mecklenburg-Strelitz (1741-1816) x Frederika Caroline Louise van Hessen-Darmstadt (1752-1782) | Karel II van Mecklenburg-Strelitz (1741-1816) x Frederika Caroline Louise van Hessen-Darmstadt (1752-1782) | Karel II van Mecklenburg-Strelitz (1741-1816) x Frederika Caroline Louise van Hessen-Darmstadt (1752-1782) | Karel II van Mecklenburg-Strelitz (1741-1816) x Frederika Caroline Louise van Hessen-Darmstadt (1752-1782) |
| Ouders                                                                       | Frederik Willem III van Pruisen (1770-1840) x 1793 Louise van Mecklenburg-Strelitz (1776-1810) | Frederik Willem III van Pruisen (1770-1840) x 1793 Louise van Mecklenburg-Strelitz (1776-1810) | Frederik Willem III van Pruisen (1770-1840) x 1793 Louise van Mecklenburg-Strelitz (1776-1810) | Frederik Willem III van Pruisen (1770-1840) x 1793 Louise van Mecklenburg-Strelitz (1776-1810) | Frederik Willem III van Pruisen (1770-1840) x 1793 Louise van Mecklenburg-Strelitz (1776-1810) | Frederik Willem III van Pruisen (1770-1840) x 1793 Louise van Mecklenburg-Strelitz (1776-1810)             | Frederik Willem III van Pruisen (1770-1840) x 1793 Louise van Mecklenburg-Strelitz (1776-1810)             | Frederik Willem III van Pruisen (1770-1840) x 1793 Louise van Mecklenburg-Strelitz (1776-1810)             | Frederik Willem III van Pruisen (1770-1840) x 1793 Louise van Mecklenburg-Strelitz (1776-1810)             | Frederik Willem III van Pruisen (1770-1840) x 1793 Louise van Mecklenburg-Strelitz (1776-1810)             |
| Louise van Pruisen (1808-1870) x 1825 Frederik van Oranje-Nassau (1797-1881) | |                                                                                                |                                                                                                |                                                                                                |                                                                                                | | | | | |
| Kinderen                                                                     | Louise (1828-1871) x 1850 Karel XV van Zweden (1826-1872) | Louise (1828-1871) x 1850 Karel XV van Zweden (1826-1872)                                      | Willem (1833-1834)                                                                             | Frederik (1836-1846)                                                                           | Maria (1841-1910) x 1871 Wilhelm van Wied (1845-1907)                                          | Maria (1841-1910) x 1871 Wilhelm van Wied (1845-1907)                                                      | Maria (1841-1910) x 1871 Wilhelm van Wied (1845-1907)                                                      | Maria (1841-1910) x 1871 Wilhelm van Wied (1845-1907)                                                      | Maria (1841-1910) x 1871 Wilhelm van Wied (1845-1907)                                                      | Maria (1841-1910) x 1871 Wilhelm van Wied (1845-1907)                                                      |
| Kleinkinderen                                                                | Louise (1851-1926) x 1869 Frederik VIII van Denemarken (1843-1912) | Karel Oscar (1852-1854)                                                                        | -                                                                                              | -                                                                                              | Frederik (1872-1945) x Paulina van Württemberg (1877-1965)                                     | Alexander Herman (1874-1877)                                                                               | Willem (1876-1945) x 1906 Sophia von Schönburg-Waldenburg (1885-1937)                                      | Viktor (1877-1946) x 1912 Gisela van Solms-Wildenfels (1891-1976)                                          | Louise (1880-1965)                                                                                         | Elisabeth (1883-1938)                                                                                      |
| Achterkleinkinderen                                                          | Christiaan X (1870-1947) Karel (1872-1952) = Haakon VII van Noorwegen Louise Caroline (1875-1906) Harald Christiaan (1876-1949) Ingeborg Charlotte (1878-1958) Thyra Louise (1880-1945) Christiaan Frederik (1887-1944) Dagmar Louise (1890-1961) | -                                                                                              | -                                                                                              | -                                                                                              | Hermann (1899-1941) Dietrich (1901-1976)                                                       | - | Marie Eleonore (1909-1956) Karel Victor (1913-1973)                                                        | Marie Elisabeth (1913-1985) Benigna (1918-1972)                                                            | - | - |